# Edward Zwick
Edward Zwick (Chicago, 8 ottobre 1952) è un regista, sceneggiatore e produttore cinematografico statunitense.
Nel 1999 ha vinto l'Oscar al miglior film come produttore di Shakespeare in Love.

## Biografia
Dopo alcuni lavori televisivi debutta nel 1986 con il film A proposito della notte scorsa..., cui segue nel 1989 Glory - Uomini di gloria, vincitore di 3 Oscar. Dopo aver diretto Brad Pitt in Vento di passioni (1994), negli anni seguenti dirige pellicole sempre più importanti come Attacco al potere (1998) con Denzel Washington, L'ultimo samurai (2003) con Tom Cruise e Blood Diamond - Diamanti di sangue (2006) con Leonardo DiCaprio.
Sposato dal 1982 con l'attrice Liberty Godshall, come produttore cinematografico ha prodotto pellicole come Traffic (2000) e Shakespeare in Love (1998). Inoltre ha fondato insieme a Marshall Herskovitz la casa di produzioni Bedford Falls Company, specializzata in serie tv, tra cui My So-Called Life e Ancora una volta. 

## Filmografia parziale

### Regista
- A proposito della notte scorsa... (About Last Night...) (1986)
- Glory - Uomini di gloria (Glory) (1989)
- Fuga per un sogno (Leaving Normal) (1992)
- Vento di passioni (Legends of the Fall) (1994)
- Il coraggio della verità (Courage Under Fire) (1996)
- Attacco al potere (The Siege) (1998)
- L'ultimo samurai (The Last Samurai) (2003)
- Blood Diamond - Diamanti di sangue (Blood Diamond) (2006)
- Defiance - I giorni del coraggio (Defiance) (2008)
- Amore & altri rimedi (Love and Other Drugs) (2010)
- La grande partita (Pawn Sacrifice) (2014)
- Jack Reacher - Punto di non ritorno (Jack Reacher: Never Go Back) (2016)
- La verità negata (Trial by Fire) (2018)

### Sceneggiatore
- In famiglia e con gli amici (Thirtysomething) – serie TV (1987-1991)
- Attacco al potere (The Siege), regia di Edward Zwick (1998)
- Ancora una volta (Once and Again) – serie TV (1999-2002)
- L'ultimo samurai (The Last Samurai), regia di Edward Zwick (2003)
- Defiance - I giorni del coraggio (Defiance), regia di Edward Zwick (2008)
- Amore & altri rimedi (Love and Other Drugs), regia di Edward Zwick (2010)
- Jack Reacher - Punto di non ritorno (Jack Reacher: Never Go Back), regia di Edward Zwick (2016)
- The Great Wall, regia di Zhang Yimou (2016) - soggetto
- American Assassin, regia di Michael Cuesta (2017)

### Produttore
- In casa Lawrence (Family) – serie TV (1979-1980)
- In famiglia e con gli amici (Thirtysomething) – serie TV (1987-1991)
- Vento di passioni (Legends of the Fall), regia di Edward Zwick (1994)
- My So-Called Life – serie TV (1994-1995)
- Padrona del suo destino (Dangerous Beauty), regia di Marshall Herskovitz (1998)
- Shakespeare in Love, regia di John Madden (1998)
- Attacco al potere (The Seige), regia di Edward Zwick (1998)
- Traffic, regia di Steven Soderbergh (2000)
- Mi chiamo Sam (I Am Sam), regia di Jessie Nelson (2001)
- Ancora una volta (Once and Again) – serie TV (1999-2002)
- Abandon - Misteriosi omicidi (Abandon), regia di Stephen Gaghan (2002)
- Stella solitaria (Lone Star State of Mind), regia di David Semel (2002)
- L'ultimo samurai (The Last Samurai), regia di Edward Zwick (2003)
- Blood Diamond - Diamanti di sangue (Blood Diamond), regia di Edward Zwick (2006)
- Defiance - I giorni del coraggio (Defiance), regia di Edward Zwick (2008)
- Amore & altri rimedi (Love and Other Drugs), regia di Edward Zwick (2010)
- About Alex, regia di Jesse Zwick (2014)
- Cut Bank - Crimine chiama crimine (Cut Bank), regia di Matt Shakman (2014)
- La grande partita (Pawn Sacrifice), regia di Edward Zwick (2014)
- The Birth of a Nation - Il risveglio di un popolo (The Birth of a Nation), regia di Nate Parker (2016)
- Nashville – serie TV (2016-2017)
- Woman Walks Ahead, regia di Susanna White (2017)
- La verità negata, regia di Edward Zwick (2018)